# Lane McCray
Lane McCray Jr. (Anchorage, Alaska, 13 de abril de 1962) es un cantante estadounidense conocido por su éxito con el dúo musical La Bouche. Fue destinado a Alemania y a Turquía con la Fuerza Aérea de los Estados Unidos. Como artista completo en su país de origen, Lane cantó en producciones musicales en teatros regionales, destacando por West Side Story, A Chorus Line, Tom Foolery, Sophisticated Ladies y La Boheme.
McCray dejó la Fuerza Aérea para perseguir su carrera musical a tiempo completo. Fue en Saarbrücken, Alemania, donde conoció a Melanie Thornton (1967-2001). Allí estuvieron al frente de la banda Groovin' Affairs, para luego formar La Bouche.
Tras la muerte de Thornton en un accidente aéreo ocurrido en 2001 cuando ésta volvía de promocionar su primer álbum como solista "Ready to Fly", McCray se retiró de la vida pública durante algún tiempo en señal de luto por la pérdida de su amiga. Desde 2009, trabaja con su nueva compañera de grupo Dana Rayne ("Object of My Desire" - cubierta de una canción de "Starpoint"). Asimismo, desde enero ambos se encuentran componiendo nuevos temas musicales con la expectativa de sacarlos a la luz antes de finales de año. McCray también ha vuelto al estudio para dar los retoques finales a su álbum debut como solista, Life in the Fast Lane. 
Dedica buena parte de su tiempo a apoyar a las víctimas de sida mediante fundaciones locales, nacionales e internacionales. También es miembro activo de la banda de la Guardia Aérea Nacional sobre la costa del Golfo. 
Lane es hijo de Lane McCray Sr. y Joyce McCray, hermano de Doreen y Deidre, y padre de Shannon Breonna McCray.

## Discografía
- 2008 - Be My Lady/Single (202 Digital)
- 2003 - In Your Life/Single (Logic Records)
- 2002 - In Your Life/Single (BMG Berlin/MCI)
- 2001 - All I Want/Single (BMG Berlin/MCI)
- 2000 - SOS/LP (EEUU) (RCA)
- 1999 - A Moment of Love/LP (BMG Berlin/MCI)
- 1999 - You Won't Forget Me (BMG Berlin/MCI)
- 1999 - SOS/Single (RCA)
- 1997 - All Mixed Up/LP (RCA)
- 1996 - Falling in Love/Dance Mix (RCA)
- 1996 - Sweet Dreams/Single (RCA)
- 1995 - Be My Lover/Single (RCA)
- 1995 - Falling in Love/Single (BMG/Logic)
- 1995 - I Love to Love/Single (BMG/Berlin/MCI)
- 1995 - Be My Lover/Single (BMG Berlin/MCI)
- 1994 - Sweet Dreams/Single (BMG Berlin/MCI)